# وادوویتسه
وادوویتسه (لهستانی: Wadowice؛ [vadɔˈvʲit͡sɛ]) یک شهر و گمینا در لهستان است که در گمینا وادوویتسه واقع شده‌است. وادوویتسه ۱۲٫۹۸ کیلومتر مربع مساحت و ۱۹٬۱۴۹ نفر جمعیت دارد.

## خواهرخوانده
شهرهای آسیزی، سان جووانی روتوندو، پیترلچینا، کارپینتو رومانو، سونا (ایتالیا)، کاناله داگوردو، شیکاگو هایتس، ایلینوی، مارکتل و کچکه‌مت خواهرخوانده‌های وادوویتسه هستند.